# 异丁酸乙酯
异丁酸乙酯（英語：ethyl isobutyrate）是一种有机化合物，化学式C6H12O2，可见于兴安独活、蛇麻、鏈黴菌屬等物种。